# Клостер (Њу Џерзи)
Клостер (енгл. Closter) град је у америчкој савезној држави Њу Џерзи.

## Демографија
По попису из 2010. године број становника је 8.373, што је 10 (-0,1%) становника мање него 2000. године.
| Група             | 2000.         | 2010.         |
| Белци             | 6.059 (72,3%) | 5.019 (59,9%) |
| Афроамериканци    | 78 (0,9%)     | 110 (1,3%)    |
| Азијати           | 1.807 (21,6%) | 2.650 (31,6%) |
| Хиспаноамериканци | 343 (4,1%)    | 501 (6,0%)    |
| Укупно            | 8.383         | 8.373         |